# Кастек
Кастек (каз. Қастек) — село в Жамбылском районе Алматинской области Казахстана. Входит в состав Талапского сельского округа. Код КАТО — 194263200.

## Население
В 1999 году население села составляло 899 человек (441 мужчина и 458 женщин). По данным переписи 2009 года, в селе проживали 893 человека (441 мужчина и 452 женщины).